# Le Moine qui vainquit l’Apocalypse
Pour plus de détails, voir Fiche technique et Distribution.
Le Moine qui vainquit l’Apocalypse  (Il monaco che vinse l'Apocalisse) est un film historique et spirituel italien de 2024 réalisé par Jordan River. Il adapte l'apocalypse décrite par le mystique Joachim de Flore.

## Synopsis
Le 30 mars 1202, Joachim se réveille d’un rêve apocalyptique. C’est le dernier jour de sa vie. Le moine, désormais âgé, révèle beaucoup de secrets à son disciple. Sur des montagnes escarpées, il a fondé sur l’espoir son monastère, qu’il a appelé « Fleur ». Il a écrit sur un parchemin la prophétie de la « Troisième Époque », commencée au Moyen Âge et étendue jusqu’à la fin des temps, une ère de pleine liberté de l’esprit. Il a été appelé par Richard Ier d’Angleterre, auquel il a expliqué la signification du Dragon à sept têtes du Livre de l’Apocalypse. Joachim est retourné sur les montagnes enneigées vers son nouveau voyage, sachant qu’il a semé des racines solides et que « Fleur n’est pas encore le fruit », mais « l’espoir du fruit ».

## Fiche technique
- Titre original italien : Il monaco che vinse l'Apocalisse[1].
- Réalisateur : Jordan River.
- Scénario : Michela Albanese, Jordan River, Valeria De Fraja, Andrea Tagliapietra.
- Photographie : Gianni Mammolott.
- Montage : Alessio Focardi, Jordan River.
- Musique : Michele Josia.
- Effets spéciaux : Nicola Sganga.
- Décors et costumes : Daniele Gelsi.
- Maquillage : Vittorio Sodano.
- Production : Jordan River.
- Société de production : Delta Star Pictures.
- Pays de production :  Italie.
- Langue originale : italien.
- Format : couleur, scope, son Dolby, 12K, DCP.
- Durée : 95 minutes.
- Genre : fantastique.
- Dates de sortie : Italie, 5 décembre 2024.

## Distribution
- Francesco Turbanti : Joachim de Flore.
- Nikolay Moss[2] : Richard Cœur de Lion.
- Elisabetta Pellini : Constantia d'Altavilla Constance (reine de Sicile).
- Bill Hutchens[3] : le cabaliste.
- G-Max : Galfredus de Clairvaux.
- Giancarlo Martini : Ahàron.
- Willy Stella : l'homme enragé.
- Yoon C. Joyce : le gardien du seuil.

## Prix
- Best Script Awards (London, UK)
  - 2024 - Best Script Award[4]
- Global Music Awards (Los Angeles, USA)
  - 2024 - Gold Medal Original Score[5]
- Accolade Global Film Competition (Los Angeles, USA)
  - 2024 - Award of Excellence Original Score
- Your Way International Film Festival (Malta)
  - 2024 - Best Original Score
- Tracks Music Awards  (Los Angeles, USA)
  - 2024 - Best Original Score
- Septimius Awards (Amsterdam, Netherlands)
  - 2024 - Nomination Best Costume Design
  - 2024 - Nomination Best Soundtrack
  - 2024 - Nomination Best Makeup & Hairstyling
  - 2024 - Nomination Best European Actor[6].
- Terni International Film Festival[7].
  - 2024 - Best Film
  - 2024 - Best Photography
  - 2024 - Best Scenography
  - 2024 - Best VFX
- 78° Festival internazionale del cinema di Salerno
  - 2024 - Best Film[8].

## Sortie
Le film est sorti en Italie le 5 décembre 2024.
L'avant-première américaine a eu lieu le 26 février 2025 au TCL Chinese Theatre d'Hollywood, en sélection officielle de la 20e édition du Festival du film de Los Angeles.